# Rivière Libon
 (juillet 2014).
Si vous disposez d'ouvrages ou d'articles de référence ou si vous connaissez des sites web de qualité traitant du thème abordé ici, merci de compléter l'article en donnant les références utiles à sa vérifiabilité et en les liant à la section « Notes et références ».
La rivière Libon est un cours d'eau qui coule à Haïti dans le département du Nord-Est et en République dominicaine, et un affluent droit du fleuve Artibonite.

## Géographie
Cette rivière prend sa source sur le versant haïtien de la Cordillère Centrale.
Elle reçoit les eaux de la rivière des Ténèbres lors de son parcours d'une vingtaine de kilomètres le long de la frontière avec la République dominicaine.
La rivière Libon pénètre en République dominicaine et se jette à 5 kilomètres de la frontière en rive droite dans le fleuve Artibonite.